# Ngô Cẩn Ngôn
Ngô Cẩn Ngôn (sinh ngày 16 tháng 8 năm 1990) là một nữ diễn viên người Trung Quốc, nổi tiếng nhờ vai diễn Lệnh Ý Hoàng quý phi Ngụy Anh Lạc trong bộ phim Diên Hi Công Lược.

## Tiểu sử
Ngô Cẩn Ngôn sinh ngày 16 tháng 8 năm 1990 tại Thành phố Thành Đô, Tứ Xuyên, Trung Quốc. Cô bắt đầu học vũ đạo khi 3 tuổi, đến năm 2000 Ngô Cẩn Ngôn thi vào trường Học viện Múa Bắc Kinh học múa Ba lê. Năm 2007 cô được phân công đến đoàn múa Ballet trung ương công tác. Ở trong đoàn múa bị thương, nhận thấy cần phải đào tạo sâu hơn, vì thế ghi danh rất nhiều trường học. Năm 2009 Ngô Cẩn Ngôn đỗ học viện điện ảnh Bắc Kinh khoa biểu diễn hệ chính quy, năm thứ 2 đã có hợp đồng đóng phim.

## Sự nghiệp
Năm 2010 Ngô Cẩn Ngôn chính thức gia nhập làng giải trí khi tham gia diễn xuất trong bộ phim hài cổ trang Cổ kim lục nhân hành năm 2011, Ngô Cẩn Ngôn ký hợp đồng với Công ty Điện ảnh và Truyền hình Truyền thông Tử Tuấn. Sau đó, cùng Dữ Văn Chương, Bạch Bách Hợp, Quách Đào hợp tác diễn chính bộ phim điện ảnh tình cảm Lực vạn vật hấp dẫn, vai diễn Hoàng Quyên.
Năm 2012, tại bộ phim truyền hình Thanh hải Hoa nhi vai Ngô Hiểu Vũ, cùng năm cùng Chương Tử Di, Trương Chân, Huỳnh Hiểu Minh diễn vở kịch Vô vấn Tây Đông, vai Lâm Huy Nhân. Ngày 14 tháng 12 năm 2013, hợp tác với Trần Kiện Phong, Kiều Chấn Vũ diễn phim tình cảm kháng chiến Phong hoả giai nhân, đây là lần đầu tiên Ngô Cẩn Ngôn một mình diễn hai vai, trong bộ phim diễn tài nữ tướng mạo xuất chúng, tài hoa hơn người Thanh Bình, cùng em gái sinh đôi thông minh lanh lợi Hồng Vũ, bộ phim sau khi chiếu đã trở thành phim truyền hình có rating cao nhất trên đài An Huy năm 2013. Tháng 6 năm 2014, Ngô Cẩn Ngôn tham gia diễn cổ trang trinh thám phim thần tượng Thiếu niên thần thám Địch Nhân Kiệt được phát hành lần lượt trên nhiều đài truyền hình mặt đất của tỉnh và thành phố, Ngô Cẩn Ngôn diễn vai Lý Thiến, bộ phim sau đó được chiếu trên CCTV vào ngày 30 tháng 7 năm 2015.
Tháng 3 năm 2015, trong bộ phim cổ trang huyền huyễn võ hiệp Thiếu niên tứ đại danh bổ diễn tú nữ Hà Tiểu Ngọc. Ngày 6 tháng 7 bộ phim Kích chiến được phát sóng trên đài truyền hình Thẩm Quyến, trong phim Ngô Cẩn Ngôn diễn quân ôn nhu động lòng người Giang Tử Vân. Tháng 9, cùng Cao Vân Tường, Viên Vịnh Nghi hợp tác diễn bộ phim lịch sử Nhà Thanh Đa tình giang sơn, vai Uyển Nhi - thị nữ của Hiếu Trang Hoàng thái hậu. Ngày 5 tháng 11, bộ phim tình cảm chiến tranh Mỹ nhân như ngọc kiếm như hồng khai máy tại Hoành Điếm, Ngô Cẩn Ngôn diễn tri thức hiểu lễ nghĩa, tiểu thư khuê các Mai Đình. Cùng năm, diễn đô thị gián điệp chiến tranh Người thủ vệ - trồi lên mặt nước diễn trinh sát viên Mễ Tiểu Nhiễm. Ngày 24 tháng 12, tham gia diễn Lão Pháo Nhi của đạo diễn Quản Hổ, diễn nữ sinh viên Trịnh Hồng.
Tháng 5 năm 2016, diễn Đỗ Tâm Mĩ trong phim Tiếng chuông ngoài bãi. ngày 21 tháng 7, hợp tác cùng Lâm Tâm Như, Viên Hoằng trong phim cổ trang lịch sử Tú lệ giang sơn trường ca hànhvai Hứa Yên Chi - thị nữ của Âm Lệ Hoa. Ngày 13 tháng 9, phim thần thoại Triều ca khai máy ở Tân Cương, diễn 3 nhân vật Đát Kỷ, Nguyệt Hảo, U Cơ. Ngày 1 tháng 1 năm 2017, trong phim tình cảm Bảo vệ mỹ nhân diễn ham mê hư vinh Chu Kì Kì. Ngay sau đó là bộ phim Diên Hi công lược đảm nhận vai nữ chính dũng cảm, thông minh tên Nguỵ Anh Lạc bộ phim được đón nhận nồng nhiệt tại Trung Quốc cũng như các quốc gia trong khu vực, thu về tổng lượt xem hơn 25 tỷ và là Bộ phim được tìm kiếm nhiều nhất trên google toàn thế giới năm 2018 ở mảng phim truyền hình. Cùng năm cô góp mặt trong bộ phim hài thanh xuân Nói đi là đi không nói gặp lại.
Ngày 12 tháng 1 năm 2018, Ngô Cẩn Ngôn tham gia đóng phim tình cảm thanh xuân Không hỏi Tây Đông, vai Lâm Huy Nhân. Ngày 14 ra mắt Phượng Tù Hoàng, Ngô Cẩn Ngôn đóng vai nữ nhân quyền cao, tâm tư kín đáo thái hậu Phùng Đình. Tháng 5, diễn chính phim Em là đáp án của anh vai Bạch Tiểu Lộc. Năm 2019 cô xuất hiện trong bộ phim ngắn Diên Hi công lược: Lá ngọc cành vàng do hãng Netflix phát hành độc quyền vào 31 tháng 12 năm 2019 với 6 tập.
Sau 27 tháng vắng bóng kể từ sau bộ phim "Thượng Thực", mới đây Ngô Cẩn Ngôn đã trở lại đoàn phim để tham gia bộ phim truyền hình cổ trang mới nhất mang tên "Mặc Vũ Vân Gian", Ngô Cẩn Ngôn vai Tiết Ly (Tiết Phương Phi) đóng chung với Vương Tinh Việt và Lưu Tá Ninh.

## Danh sách phim

### Phim truyền hình
| Năm  | Tên                                        | Vai diễn                 | Bạn diễn                                                   | Ghi chú                 | Nền tảng phát sóng                          |
| ---- | ------------------------------------------ | ------------------------ | ---------------------------------------------------------- | ----------------------- | ------------------------------------------- |
| 2010 | Cổ Kim Lục Nhân Hành                       | Mao Mao                  |                                                            | Vai phụ                 |                                             |
| 2012 | Thanh Hải Hoa Nhi                          | Ngô Hiểu Vũ              | Hà Lâm                                                     | Vai phụ                 |                                             |
| 2013 | Phong hỏa giai nhân                        | Thanh Bình / Hồng Vũ     | Thư Sướng, Trần Kiện Phong                                 | Vai thứ chính           | An Huy TV                                   |
| 2015 | Thiếu niên tứ đại danh bổ                  | Hà Tiểu Ngọc             | Dương Dương, Trương Hàn                                    | Vai phụ                 | Hồ Nam TV                                   |
| 2015 | Thiếu niên thần thám Địch Nhân Kiệt        | Lý Sảnh                  | Lâm Tâm Như, Huỳnh Tông Trạch                              | Vai phụ                 |                                             |
| 2015 | Kích chiến                                 | Giang Tử Vân             | Đàm Khải, Lưu Hiểu Khiết                                   | Vai phụ                 |                                             |
| 2015 | Đa tình giang sơn                          | Uyển Nhi                 | Viên Vịnh Nghi, Cao Vân Tường                              | Vai phụ                 |                                             |
| 2016 | Tú lệ giang sơn trường ca hành             | Hứa Yên Chi              | Lâm Tâm Như, Viên Hoằng                                    | Vai phụ                 | Giang Tô TV, iQiyi , LeTV , Sohu Video      |
| 2016 | Bảo hộ mỹ nhân                             | Chu Kỳ Kỳ                | Lý Tiểu Lộ, Lý Trí Nam                                     | Vai thứ chính           |                                             |
| 2016 | Mỹ nhân như ngọc kiếm như hồng             | Mai Đình                 | Bạch Băng, Trần Kiện Phong                                 | Vai phụ                 | Vân Nam TV                                  |
| 2016 | Tiêm phong chi liệt diễm thanh xuân        | Bắc Bá Thiên             | Tống Dật, Lý Giai Hàng                                     | Vai phụ                 |                                             |
| 2017 | Người bảo vệ – Trồi lên mặt nước           | Mễ Tiểu Nhiễm            | Cận Đông                                                   | Vai phụ                 |                                             |
| 2017 | Thiên lệ truyền kỳ chi phụng hoàng vô song | Nhã Mỹ Nhâm              | Vương Lệ Khôn, Trịnh Nguyên Sướng                          | Vai phụ                 |                                             |
| 2018 | Diên Hi công lược                          | Ngụy Anh Lạc             | Nhiếp Viễn, Tần Lam, Xa Thi Mạn                            | Vai chính               | IQIYI                                       |
| 2018 | Phượng Tù Hoàng                            | Phùng Đình               | Quan Hiểu Đồng, Tống Uy Long                               | Vai phụ                 | Hồ Nam TV, Mango, IQIYI                     |
| 2019 | Tiếng chuông ngoài bãi                     | Đỗ Tâm Mỹ                | Du Hạo Minh                                                | Vai chính               | Chiết Giang TV, An Huy TV, Youku, Tencent   |
| 2019 | Hạo Lan truyện                             | Lý Hạo Lan (Triệu Cơ)    | Mao Tử Tuấn, Nhiếp Viễn                                    | Vai chính               | IQIYI                                       |
| 2019 | Diên Hi công lược: Lá ngọc cành vàng       | Ngụy Anh Lạc             | Vương Hạc Nhuận, Vương Nhất Triết                          | Cameo                   | Netflix                                     |
| 2019 | Em là đáp án của anh                       | Bạch Tiểu Lộc            | Quách Hiểu Đông                                            | Vai chính               | Hồ Nam TV, Mango TV, Youku                  |
| 2020 | Hạnh phúc vẫn sẽ đến gõ cửa                | Phương Ngôn              | Nhiếp Viễn                                                 | Vai chính               | Chiết Giang TV, Giang Tô TV, Tencent, Youku |
| 2020 | Thanh xuân sáng thế kỷ                     | Tiền Hy Tây              | Hoàng Cảnh Du                                              | Vai chính               | IQiYI                                       |
| 2021 | Giữa Thanh Xuân                            | Chương Tiểu Ngư          | Ân Đào                                                     | Vai chính               | Youku, Chiết Giang TV, Đông Phương TV       |
| 2021 | Nữ hoàng mặc cả của tôi                    | Hạ Thiển                 | Lâm Canh Tân                                               | Vai chính               | Đông Phương TV, Youku, iQIYI, Tencent       |
| 2022 | Thượng Thực                                | Diêu Tử Khâm             | Hứa Khải                                                   | Vai chính               | Mango TV                                    |
| 2022 | Truyền Gia                                 | Dịch Chung Ngọc          | Nhiếp Viễn, Hàn Canh, Tần Lam                              | Vai chính               | Youku, HBO GO Asian                         |
| 2023 | Đúng lúc gặp được em (Hi Producer)         | Dương Tiễn/Dương Toàn    | Trương Nam, Tôn Y Hàm                                      | Khách mời               | IQIYI                                       |
| 2024 | Thập lý dương trường thập niên hoa         | Dao Lạp                  | Thịnh Nhất Luân, Tần Hải Lộ, Mục Đình Đình, Vương Minh Đạc | Vai phụ (Quay năm 2017) | Đã chiếu                                    |
| 2024 | Mặc Vũ Vân Gian                            | Tiết Phương Phi          | Vương Tinh Việt                                            | Vai chính               | Youku                                       |
| 2024 | Xuân Hoa Yếm                               | Mi Lâm                   | Lưu Học Nghĩa                                              | Vai chính               | Youku                                       |
| TBA  | Triều Ca                                   | Đắc Kỷ/ Nguyệt Hảo/ U Cơ | Trương Triết Hạn                                           | Vai Chính               |                                             |

### Phim điện ảnh
| Năm  | Tên                           | Vai diễn     | Ghi chú |
| ---- | ----------------------------- | ------------ | ------- |
| 2011 | Vạn Hữu Dẫn Lực               | Hoàng Quyên  | Vai phụ |
| 2015 | Lão Pháo Nhi                  | Trịnh Hồng   | Vai phụ |
| 2018 | Vô Vấn Tây Đông               | Lâm Huy Nhân | Vai phụ |
| 2018 | Nói đi là đi không nói gặp lạ | Tuyết Kỳ     | Vai phụ |

## Giải thưởng, Bảng xếp hạng và đề cử
| Năm  | Giải thưởng                                                                     | Hạng mục                                                          | Phim                                                    | Kết quả   |
| ---- | ------------------------------------------------------------------------------- | ----------------------------------------------------------------- | ------------------------------------------------------- | --------- |
| 2014 | Giải thưởng Bạch Ngọc Lan                                                       | nữ diễn viên nhân khí nhất                                        | Phong Hoả Giai Nhân                                     | Đề cử     |
| 2014 | Liên hoan phim truyền hình Thượng Hải lần thứ 20                                | Nữ diễn viên nổi tiếng nhất                                       | Phong Hoả Giai Nhân                                     | Đề cử     |
| 2018 | Lễ trao giải Hoa Đỉnh lần thứ 24                                                | Nữ diễn viên chính xuất sắc nhất dòng phim cổ trang               | Diên Hi Công Lược                                       | Đoạt giải |
| 2018 | Đêm hội iQIYI lần thứ 7                                                         | Nghệ sĩ nổi tiếng của năm                                         | Diên Hi Công Lược                                       | Đoạt giải |
| 2018 | Quốc kịch thịnh điển lần thứ 10                                                 | Diễn viên trẻ đột phá của năm                                     | Diên Hi Công Lược                                       | Đoạt giải |
| 2018 | Liên hoan phim truyền hình Trung Quốc lần 5                                     | Nữ diễn viên phim chiếu mạng xuất sắc nhất                        | Diên Hi Công Lược                                       | Đoạt giải |
| 2018 | Liên hoan phim truyền hình Trung Quốc lần 5                                     | Diễn viên ưu tú                                                   | Diên Hi Công Lược                                       | Đoạt giải |
| 2018 | MAHB Award lần thứ 15 (tạp chí Esquire Trung Quốc)                              | Diễn viên đột phá của năm                                         | Diên Hi Công Lược                                       | Đoạt giải |
| 2019 | Phẩm chất thịnh điển lần thứ 4 (đài truyền hình Đông Phương)                    | Nữ diễn viên được yêu thích nhất                                  |                                                         | Đoạt giải |
| 2019 | Văn Vinh - Hoành Điếm lần thứ 6                                                 | Nữ diễn viên xuất sắc nhất                                        | Diên Hi Công Lược / Hạo Lan Truyện                      | Đoạt giải |
| 2019 | Ảnh thị mạng thịnh điển Kim Cốt Đóa lần thứ 4                                   | Nữ diễn viên của năm                                              | Hạo Lan Truyện / Em Là Đáp Của Anh                      | Đề cử     |
| 2019 | Kim Hà Đồn                                                                      | Ngôi sao có tiềm lực giá trị thương mại nhất                      |                                                         | Đoạt giải |
| 2020 | Giải thưởng Kim Ưng lần thứ 13                                                  | Nữ thần Kim Ưng                                                   | Diên Hi Công Lược, Hạo Lan Truyện, Em Là Đáp Án Của Anh | Đề cử     |
| 2021 | Giải thưởng Thịnh điển chất lượng phim truyền hình (đài truyền hình Đông Phương | Ngôi sao phim truyền hình chất lượng được khán giả yêu thích nhất | Giữa Thanh Xuân                                         | Đoạt giải |
| 2021 | Tạp chí thời trang Madame FIGARO                                                | Diễn viên đi đầu trào lưu phong cách hàng năm                     |                                                         | Đoạt giải |
| 2021 | Tạp chí Wonderland                                                              | Nữ nghệ sĩ thời trang của năm                                     |                                                         | Đoạt giải |
| 2021 | Tạp chí OK                                                                      | Nữ diễn viên được quan tâm, dành nhiều tình cảm nhất năm          |                                                         | Đoạt giải |

| Năm  | Bảng xếp hạng                     | Vị trí  | Chủ quản     |
| ---- | --------------------------------- | ------- | ------------ |
| 2018 | Magazine Fashion Face Awards 2018 | Hạng 6  | I - Magazine |
| 2019 | Forbes 30 Under 30 China          | Top 30  | Forbes China |
| 2019 | Forbes China Celebrity 100        | Hạng 65 | Forbes China |

- Ghi chú:

Khách mời trao giải "Nam/nữ diễn viên chính xuất sắc nhất" của giải thuởng Hồng Tinh 2018 tại Singapore

## Talkshow/ Gameshow / Show Truyền hình
| Năm  | Chương trình                                                                       | Nghệ sĩ cùng tham gia                                                       | Nền tảng phát sóng    |
| ---- | ---------------------------------------------------------------------------------- | --------------------------------------------------------------------------- | --------------------- |
| 2018 | khách mời 《Happy Camp Diên Hi Công Lược 》 - Khoái lạc đại bản doanh              | Tần Lam, Hứa Khải, Xa Thi Mạn...                                            | Hồ Nam                |
| 2018 | khách mời《Huyễn nhạc chi thành 》                                                 | La Vân Hi...                                                                | Hồ Nam                |
| 2018 | khách mời 《I Can I BB 》                                                          |                                                                             | iQIYI                 |
| 2018 | khách mời 《Khoái lạc Đồ Rê Mi 》                                                  | Hiểu Hải, Lưu Duy...                                                        | Hồ Nam                |
| 2018 | khách mời 《Entertainment 100% 》                                                  | Hứa Khải...                                                                 | GTV8 - Đài Loan       |
| 2018 | khách mời 《Diên Hi nam tuần 》                                                    | Xa Thi Mạn, Tần Lam, Hứa Khải...                                            | TVB - HongKong        |
| 2019 | thành viên chính thức trong Reality show 《Thanh Xuân Hoàn Du Ký 》 mùa 1 - 12 tập | Vương Khải, Ngụy Đại Huân, Phạm Thừa Thừa, Bạch Vũ, Lâm Duẫn, Hồ Tiên Hú... | Chiết Giang           |
| 2019 | khách mời 《Keep Running 》                                                        | Xa Thi Mạn, Angela Baby, Trịnh Khải, Tống Vũ Kỳ...                          | Chiết Giang           |
| 2019 | khách mời 《Vương bài đối vương bài 》                                             | Tô Thanh, Trương Gia Nghê, Khương Tử Tân                                    | Chiết Giang           |
| 2019 | khách mời 《Happy Camp - Khoái lạc đại bản doanh 》                                | Quách Hiểu Đông, Tiêu Chiến, Vương Nhất Bác, Ngụy Đại Huân...               | Hồ Nam                |
| 2019 | khách mời 《Kinh điển vịnh lưu truyền 》                                           |                                                                             | CCTV-1                |
| 2019 | khách mời 《Chúng ta đang hành động 》                                             | Quốc Khánh...                                                               | Đông Phương           |
| 2019 | khách mời 《Câu chuyện của Trung Quốc 》                                           | Hạnh Bách Thanh, Hứa Văn Quảng, Quách Thu Thành...                          | CCTV-1                |
| 2019 | Talkshow 《Khả phàm khuynh thính 》                                                |                                                                             | Thượng Hải            |
| 2019 | Talkshow 《Phi thường tịnh cự ly 》                                                |                                                                             | Thẩm Quyến            |
| 2019 | khách mời 《Phụ nữ 30+ 》                                                          |                                                                             | Tencent               |
| 2020 | khách mời 《Phái diễn xuất 》                                                      | Hứa Khải, Bạch Lộc                                                          | Youku                 |
| 2020 | khách mời 《Chúng ta cùng ở nhà 》/我们宅一起                                      |                                                                             | Chiết Giang           |
| 2020 | khách mời 《Đêm hội nguyên tiêu》                                                  |                                                                             | CCTV-1                |
| 2020 | khách mời 《Happy Camp - Khoái lạc đại bản doanh 》                                | Tiêu Chiến, Vương Nhất Bác, Ngụy Đại Huân, Quách Hiểu Đông...               | Hồ Nam (16/5)         |
| 2020 | khách mời 《Thật đẹp khi bạn cười 》- 2 tập                                        | Hùng Tử Kỳ, Thẩm Lăng, Lâu Nghệ Tiêu                                        | Hồ Nam (22/5 và 19/6) |
| 2020 | khách mời 《Keep Running 》mùa 4 tập 7                                             |                                                                             | Chiết Giang           |
| 2020 | khách mời 《Kinh điển vịnh lưu truyền 》                                           |                                                                             | CCTV-1                |
| 2020 | khách mời Lễ hội âm nhạc Quốc Khánh 《Giang sơn như họa》                          |                                                                             | CCTV (1/10)           |
| 2020 | khách mời 《Văn hóa vạn nhà》                                                      | Nhiếp Viễn                                                                  | CCTV (3/10)           |
| 2020 | khách mời 《Tiền đạo ảnh điện》                                                    |                                                                             | CCTV-6 (4/10)         |
| 2022 | Xuân Vãn 2022                                                                      |                                                                             | CCTV-1                |
| 2022 | Thí sinh show《Tỷ tỷ đạp gió rẽ sóng》                                             | Vương Tâm Lăng, Twins, Jessica Jung, Na Anh...                              | MangoTV               |
| 2022 | Thành viên chính thức 《Gặp gỡ mây ngũ sắc》                                       | Vương Tâm Lăng, Twins, Hoàng Tiểu Lôi                                       | MangoTV, Vân Nam      |
| 2022 | Khách mời show 《Nhiệm vụ ngọt ngào》                                              |                                                                             | MangoTV               |
| 2022 | Khách mời show 《Hướng tới màu xanh vô tận》                                       | Trương Bân Bân, Trương Hàn, Lâm Duẫn...                                     | Tencent               |
| 2022 | Khách mời 《10 năm này, người theo đuổi anh sáng》                                 |                                                                             | Hồ Nam, MangoTV       |
| 2023 | Gala Tết                                                                           |                                                                             | Giang Tô              |
| 2023 | Đêm hội song Thập nhất                                                             | Mạnh Tử Nghĩa, Thái Văn Tịnh, Đặng Ân Hy                                    | Hồ Nam                |
| 2024 | Thịnh điển nghe nhìn mạng Trung Quốc 2024                                          | Vương Đại Lục, Lý Vấn Hàn, Hà Lam Đậu, Triệu Dịch Khâm                      | Douyin                |
| 2024 | khách mời 《Thật thì không giả được 》                                             | Thư Sướng, Lý Trí Nam...                                                    | Hắc Long Giang        |

## Ca Hát/Nhảy Múa/Diễn xuất
| Năm  | Chương Trình                                              | Tiết Mục                                                               | Bạn diễn                                                 | Kênh phát sóng           |
| ---- | --------------------------------------------------------- | ---------------------------------------------------------------------- | -------------------------------------------------------- | ------------------------ |
| 2018 | Happy Camp                                                | Ca khúc 《Ái tình tam thập lục kế》                                    |                                                          | Hồ Nam                   |
| 2018 | liveshow Trương Kiệt                                      | Ca khúc 《Chúng ta đều như nhau》                                      | Trương Kiệt                                              |                          |
| 2018 | Huyễn nhạc chi thành                                      | Biểu diễn hoạt cảnh 《Phùng》                                          | La Vân Hi                                                | Hồ Nam                   |
| 2018 | Đêm hội độc thân Tmall 11/11                              | Ca khúc 《Gian Phòng》                                                 |                                                          | Chiết Giang, Đông Phương |
| 2018 | show Khóa niên Phương Đông 2019                           | Ca khúc 《Âm thanh của tuyết rơi》                                     | Nhiếp Viễn, Phí Ngọc Thanh                               | Đông Phương              |
| 2018 | show Khóa niên Phương Đông 2019                           | Ca khúc 《Tiếu hồng trần》                                             | Hứa Khài                                                 | Đông Phương              |
| 2018 | show Khóa niên Phương Đông 2019                           | Ca khúc 《Yêu giang sơn, càng yêu mỹ nhân》                            | Nhiếp Viễn, Xa Thi Mạn, Hứa Khải                         | Đông Phương              |
| 2018 | show Khóa niên Phương Đông 2019                           | Tiết mục nhảy 《Lose my breath》                                       | Bạch Lộc, Ngô Giai Di                                    | Đông Phương              |
| 2018 | show Khóa niên Phương Đông 2019                           | Tiết mục nhảy 《Người trong cơn mưa》                                  | Nhiếp Viễn, Hứa Khải, Bạch Lộc, Hồng Nghiêu, Ngô Giai Di | Đông Phương              |
| 2019 | Kinh điển vịnh lưu truyền                                 | Ca khúc 《Tử Khâm》                                                    |                                                          | CCTV-1                   |
| 2019 | Thanh Xuân hoàn du ký                                     | Ca khúc 《Bãi đất hoang lạnh》- tập 1                                  | Ngụy Đại Huân, Hồ Tiên Hú                                | Chiết Giang              |
| 2019 | Thanh Xuân hoàn du ký                                     | Tiết mục cổ trang 《Tùy viên thực đơn》 - tập 2                        | Phạm Thừa Thừa                                           | Chiết Giang              |
| 2019 | Thanh Xuân hoàn du ký                                     | Trích đọan múa cổ trang 《Lệ nhân hành》- tập 3                        |                                                          | Chiết Giang              |
| 2019 | Thanh Xuân hoàn du ký                                     | Ca khúc 《Tôi và tổ quốc của tôi》 - tập 4                             | Tốp ca                                                   | Chiết Giang              |
| 2019 | Thanh Xuân hoàn du ký                                     | Trích đọan cổ trang đời Đường, trong vai Dương Quý Phi - tập 4         |                                                          | Chiết Giang              |
| 2019 | Thanh Xuân hoàn du ký                                     | Trích đọan cổ trang 《Thoa thủ phụng》 trong vai Đường Uyển - tập 6    | Ngụy Đại Huân                                            | Chiết Giang              |
| 2019 | Thanh Xuân hoàn du ký                                     | Trích đọan cổ trang 《Ỷ thiên đồ long ký》 trong vai Triệu Mẫn - tập 8 | Phạm Thừa Thừa, Lâm Duẫn                                 | Chiết Giang              |
| 2019 | Thanh Xuân hoàn du ký                                     | Ca khúc 《Hoa Tiên Tử》 - tập 9                                        |                                                          |                          |
| 2019 | Liên hoan phim quốc tế Bắc Kinh                           | Tiết mục múa kinh kịch 《Quý phi say rượu》                            |                                                          | CCTV-6                   |
| 2019 | Vương bài đối vương bài                                   | Trích đọan 《Thất Nguyệt An Sinh》 trong vai An Sinh                   | Tô Thanh                                                 | Chiết Giang              |
| 2019 | Câu chuyện của Trung Quốc                                 | Tiết mục kịch 《Phượng Hoàng Cầm》 trong vai chính Trương Anh Tử       | Hạnh Bách Thanh, Hứa Văn Quảng, Quách Thu Thành...       | CCTV-1                   |
| 2019 | Đêm hội mừng năm mới - cám ơn có bạn                      | Ca khúc 《Thanh âm của tuyết rơi》 (1)                                 |                                                          | Chiết Giang              |
| 2020 | Xuân vãn 2020                                             | Tiểu phẩm hài 《Yêu gien của anh》 (2)                                 | Tống Tiểu Bảo, Điền Oa, Đại Binh                         | Bắc Kinh                 |
| 2020 | Đêm hội nguyên tiêu                                       | Liên khúc 《Bán trôi nước》và 《 Để thế giới đầy ắp yêu thương》       | Tốp ca                                                   | CCTV-1                   |
| 2020 | Phái diễn xuất                                            | Trích đọan 《Ngọc Lâu Xuân》                                           | Trịnh Hảo                                                | Youku                    |
| 2020 | Phát hành trực tuyến                                      | Ca khúc 《Người anh hùng đẹp nhất》                                    | Song ca cùng Ngụy Đại Huân                               |                          |
| 2020 | Kinh điển vịnh lưu truyền                                 | Ca khúc Tường đỏ của Tử Cấm Thành                                      |                                                          |                          |
| 2020 | khách mời Lễ hội âm nhạc Quốc Khánh 《Giang sơn như họa》 | Ca khúc 《Tổ quốc tôi yêu》                                            | Tốp ca                                                   |                          |
| 2021 | khách mời chương trình xuân vãn                           | Liên khúc 《Tiên sinh đáng yêu》và 《Yêu mình thì xin hãy giơ tay》    | Ân Đào, Tả Tiểu Thanh                                    | Đông Phương              |
| 2021 | show Nhạc phim điện ảnh                                   | Ca khúc 《Sao hoa lại đỏ như vậy》                                     | Mạnh Mỹ Kỳ                                               |                          |
| 2022 | Xuân vãn 2022                                             |                                                                        |                                                          | CCTV-1                   |

- Ghi chú

1. Tiết mục "Âm thanh của tuyết rơi" đạt tỷ suất lượt xem cao nhất (0.53%) trong chương trình "Đêm hội mừng năm mới" của đài Chiết Giang
2. Tiểu phẩm hài "Yêu gien của anh" đạt tỷ suất lượt xem cao nhất (2,077%) trong chương trình "Xuân vãn 2020" của đài Bắc Kinh

## MV/ OST
| Năm  | Tác phẩm                                                     | Nghệ sĩ hợp tác           |
| ---- | ------------------------------------------------------------ | ------------------------- |
| 2017 | MV 《Vượt qua ngàn năm để yêu em》                           | Hứa Khải, Trương Dật Kiệt |
| 2020 | MV 《Viết nên câu chuyện của đôi ta》                        | Lâm Tuấn Kiệt             |
| 2020 | OST 《Câu chuyện của đôi ta》phim 《Thanh xuân sáng thế kỷ》 |                           |
| 2021 | OST 《Hâm nóng từ từ》phim 《Nữ hoàng mặc cả của tôi》       |                           |

## Quảng cáo
| Năm  | Nhãn hàng                        | Chức danh                    | Sản phẩm                                           |
| ---- | -------------------------------- | ---------------------------- | -------------------------------------------------- |
| 2018 | mỹ phẩm CHUNJI                   | Đại ngôn thương hiệu         | Toàn dòng sản phẩm.                                |
| 2018 | AMO FERRAGAMO                    | Đại sứ khu vực Đại Trung Hoa | Nước hoa                                           |
| 2018 | Mỹ phẩm GUERLAIN                 | đại sứ                       | Son môi                                            |
| 2018 | Trang mua sắm TMALL              | Đối tác                      |                                                    |
| 2018 | MAYBELLINE NEWYORK               | Đối tác                      | Son môi                                            |
| 2019 | Thời trang thể thao cao cấp FILA | Đại ngôn                     | Toàn sản phẩm Fila                                 |
| 2019 | Mỹ phẩm CHUNJI                   | Đại ngôn (tái ký)            | Hầu hết tất cả các sản phẩm                        |
| 2019 | Chocolate DOVE                   | Đại sứ Dove                  |                                                    |
| 2019 | AMO FERRAGAMO                    | Đại sứ                       | Toàn dòng nước hoa khu vực Đại Trung Hoa           |
| 2019 | Mỹ phẩm GUERLAIN                 | đại sứ                       | Son môi                                            |
| 2019 | Thời trang Montblanc             | Bạn thân thương hiệu         | Đồng hồ, Vali                                      |
| 2019 | Thời trang Dior cao cấp          | Hợp tác mở rộng thương hiệu  |                                                    |
| 2019 | Trang sức cao cấp Tiffany&Co     | Đối tác                      |                                                    |
| 2019 | Nước trái cây An Mộ Hi           | Đối tác                      |                                                    |
| 2019 | App bản đồ Cao Đức               | Đối tác                      |                                                    |
| 2019 | Sữa tắm Kustie                   | Đối tác                      |                                                    |
| 2020 | Mỹ phẩm CHUNJI                   | Đại ngôn thương hiệu         |                                                    |
| 2020 | Thời trang thể thao cao cấp FILA | Đại ngôn thương hiệu         | Toàn dòng thể thao cao cấp                         |
| 2020 | Mỹ phẩm Dior                     | Đại sứ thương hiệu           | Dior Capture Totale - dòng tinh chất chống lão hóa |
| 2020 | Thời trang Dior cao cấp          | Bạn thân thương hiệu         |                                                    |
| 2020 | Thời trang Montblanc             | Bạn thân thương hiệu         |                                                    |
| 2020 | Mỹ phẩm Haruki                   | Đại sứ thương hiệu           |                                                    |
| 2020 | App WeiPinHui                    | Đối tác                      |                                                    |
| 2021 | Mỹ phẩm CHUNJI                   | Đại ngôn (tái ký)            | Hầu hết tất cả các sản phẩm                        |
| 2021 | Mỹ phẩm Dior                     | Đại sứ thương hiệu           | Dior Capture Totale - dòng tinh chất chống lão hóa |
| 2021 | Thời trang Dior cao cấp          | Bạn thân thương hiệu         |                                                    |
| 2021 | Thời trang thể thao cao cấp FILA | Đại ngôn thương hiệu         | Toàn dòng thể thao cao cấp                         |

## Giới nghệ thuật nói về Ngô Cẩn Ngôn
| Tên/Chức danh                    | Nội dung | Sự kiện |
| -------------------------------- | --- | --- |
| Đạo diễn Quản Hổ                 | Ngô Cẩn Ngôn có một kiểu không xác định, khiến người khác không biết cô thích hợp diễn vai nào, cô có nguồn sức mạnh cổ quái linh hoạt rất giống với một diễn viên hạng A mà tôi gặp nhiều năm về trước. Tôi nghĩ cô ấy thích hợp đóng phim điện ảnh. | tiết mục "Đại sự kiện giải trí" của Giải trí iQIYI |
| Đạo diễn Điền Thấm Hâm           | Trên người của cô gái nhỏ Ngô Cẩn Ngôn này có một sự kiên cường mạnh mẽ, có một sức bùng nổ kì diệu trên thân hình bé nhỏ ấy! Tôi đã nhìn thấy được sự kiên cường, sự lương thiện của Trương Anh Tử thông qua cô ấy. | Weibo cá nhân |
| Đạo diễn Hàn Thanh               | Cô ấy rất là cố gắng, rất hết mình. Đã đánh giá cao về Cẩn Ngôn từ khi em ấy còn chưa nổi tiếng. Sự cố gắng đầu tư cho vai diễn của em đều khiến cho người khác cảm thấy ấn tượng sâu sắc. Có một điều ở Cẩn Ngôn là bất kể là cảnh tình cảm hay cảnh hành động, em ấy đều hết lần này đến lần khác, lần nào cũng rất là nghiêm túc, rất là cố gắng để hoàn thành. Kể cả cảnh trượt ván, cũng là té đếm bầm dập cả người, bầm chỗ này tím chỗ kia. Và cả rất nhiều những cảnh quay tình cảm nữa, thật sự là đã khóc đến nỗi hết cả hơi luôn rồi, khóc đến sưng cả đôi mắt luôn. Những cảnh tượng hoan lạc vui vẻ như vẫn còn hiển hiện ngay trước mắt. Cám ơn tất cả những điều em ấy đã làm cho "Đáp Án", tin rằng tương lai em sẽ ngày càng tốt đẹp hơn. | - Phỏng vấn hậu trường phim "Em Là Đáp Án Của Anh" - Weibo cá nhân                                                                                    |
| Đạo diễn Mâu Hiểu Kiệt           | Cẩn Ngôn thật sự là một diễn viên giỏi, cô ấy giống như Chương Tiểu Ngư trong trí tưởng tượng của tôi, độ giống nhau tương đối cao. | - Phỏng vấn hậu trường phim "Giữa Thanh Xuân" |
| Biên kịch /Nhà sản xuất Vu Chính | Trên người Cẩn Ngôn có nội lực và sức bền rất là lớn với độ nhận diện cao. Em ấy vào nghề đã được hơn 8 năm, trải qua bao gian khó đã không còn tính sốc nổi, nóng nảy, chỉ là yêu thích và hưởng thụ những vai diễn của bản thân, đây chính là tính cách mà tôi yêu thích. | Tổng hợp nhiều nguồn. -Tiết mục "Go<Biên tập nhanh" (Go<快剪辑) của Youku - Weibo cá nhân                                                             |
| Biên kịch Trần Lam               | Ngô Cẩn Ngôn rất kính nghiệp! Những lúc em ấy đóng những cảnh diễn chung, đối phương cứ nói sai lời thoại, nhưng Tiểu Ngôn thì vẫn rất nhẫn nại phối hợp hết lần này đến lần khác, tôi ở hiện trường, trong lòng rất là thích em ấy! Hơn nữa tính cách của em ấy rất là dễ thương, lượng lời thoại có những từ chuyên ngành tương đối nhiều, em ấy học thuộc kịch bản, học thuộc lời thoại đến 3 giờ sáng, 6 giờ sáng hôm sau đã thức dậy để quay phim, nhìn thấy em ấy trong khoảng thời gian nghỉ 10 phút đã mệt đến nỗi ngủ luôn, cũng không đắp gì cả, thân người nho nhỏ gầy gầy, thấy rất là thương em ấy. Tuy là một tiểu hoa đang nổi, nhưng em ấy không hề chảnh chọe chút nào, rất khiêm tốn, rất chịu khó, EQ cũng rất cao. Em ấy chính là Chương Tiểu Ngư trong lòng tôi, luôn mang theo sơ tâm, rèn luyện bản thân ngày càng tốt hơn. | Hội nghị thảo luận nghiên cứu hiện tượng văn nghệ "Kịch gia Ba Thục - Năm đóa hoa vàng"                                                               |
| Biên kịch Lương Tịnh             | Biểu hiện của cô ấy trong "Lão pháo nhi", tuy chỉ là một phân cảnh rất ngắn thôi, nhưng mà rất là giản dị, cái kiểu giản dị này, tôi cảm thấy là không phải nữ diễn viên nào cũng có thể thể hiện được. | tiết mục "Đại sự kiện giải trí" của Giải trí iQIYI |
| Diễn viên Xa Thi Mạn             | Ngô Cẩn Ngôn là một diễn viên rất chăm chỉ và có tâm, sự tiến bộ của em ấy cũng ấn tượng. Em ấy biết lắng nghe ý kiến của người khác và là một đối thủ khá mạnh đấy. | Phỏng vấn ở sự kiện Sulwhasoo |
| Diễn viên Lâm Vĩnh Kiên          | Tôi cho rằng một diễn viên tốt, trên người nhất định phải có một sức lực. Vậy cái sức lực này, tôi đã phát hiện thấy trên người của Ngô Cẩn Ngôn. Hơn nữa còn là sức lực không hề giống ai. Tôi có thể cảm nhận sự nhiệt tình, nhiệt huyết của cô ấy với biểu diễn. Sự cố chấp của cô ấy với ước mơ. Sự kiên trì và sự trả giá của cô ấy đã đá động đến tôi. | |
| Diễn viên Quyên Tử               | Rất nhiều diễn viên đối với việc thấu hiểu vai diễn sẽ không giống nhau. Nhưng tất cả đều phải từ kịch bản từ nhân vật mà ra. Vị diễn viên này vừa thông minh lại xinh đẹp, diễn xuất của cô ấy có thể nói là đặc sắc. Là người nổi bật trong lớp diễn viên trẻ. | Trao giải "Quốc Kịch Thịnh Điển" |
| Diễn viên Ngô Trấn Vũ            | Cô gái này thật là nhanh nhạy, rất nhiều cảm xúc trực tiếp của nhân vật, rất nhanh chóng nhập vai. | Reality show "Phái Diễn Xuất" |
| Giảng viên lời thoại Dương Húc   | Trên người Ngô Cẩn Ngôn tôi có thể nhìn thấy sự dũng cảm, năng lượng và sự sáng sáng tạo mạnh mẽ. Tôi có nói đùa: "Nếu như có 1 ngày em trở thành ngôi sao quốc tế, thì đừng có quên anh nhé?" Diễn viên giống như cô ấy, chỉ cần áp dụng đúng phương pháp, tiếp tục kiên trì huấn luyện. Để trở thành 1 diễn viên tốt được mọi người công nhận thì cũng chỉ trong ngày một ngày hai. | Weibo Lời thoại Lý Húc |
| Diễn viên Nhiếp Viễn             | Cẩn Ngôn tiến bộ rất là nhanh. Trong thời gian chưa tới một năm, thật sự tôi đã nhận thấy em ấy đã có rất nhiều sự thay đổi. Cẩn Ngôn đã làm rất tốt. Em ấy chưa từng mở miệng than khổ. Tôi rất là khâm phục em ấy, quả nhiên là có bản sắc nam nhi. | - Trả lời phỏng vấn tiết mục "Kịch thuyết" (剧说)-Iqiyi - Phỏng vấn hậu trường ""Hạo Lan Truyện" Lưu trữ ngày 28 tháng 6 năm 2013 tại Wayback Machine |
| Diễn viên Tần Lam                | Con người em ấy mà tôi quen biết, chính là lúc khi chúng tôi đang quay phim, tôi rất là xót cho em ấy. Bởi vì em ấy là một nghệ sĩ trẻ, trong phim thì em ấy diễn vai một cung nữ, ngày nào cũng phải quỳ với tất cả mọi người. Có lúc cho dù không có quay tới em ấy, em ấy vẫn sẽ quỳ ở đó để phối hợp cảnh diễn với chúng tôi. Tôi nói với em ấy là có thể ngồi ở đó để phối hợp diễn được rồi, nhưng em ấy nói là "Em quỳ ở đây, để tìm cảm giác". Dường như mỗi ngày em ấy đều quay đến cuối, lớp trang điểm đều đã trôi cả rồi, bản thân em ấy cũng không có thời gian để dặm lại. Cho nên tôi cảm thấy, đó là tính cách mà tôi thấy được ở em ấy. | Phỏng vấn ở sự kiện Armani |
| Diễn viên Quách Hiểu Đông        | Là một người thuộc phái lạc quan. Là một người rất là vui vẻ. Một chú chim sơn ca vui vẻ đó. Tôi cảm thấy Ngô Cẩn Ngôn là kiểu người rất là linh hoạt. Và rất có tính chuyên nghiệp. Hơn nữa còn là một diễn viên có độ hoàn thành công việc rất là cao. Tôi rất là thích hợp tác với cô ấy. Cô ấy thường rất khá trong việc đem rất nhiều nhiệm vụ trong phim chuyển hóa thành hành vi của bản thân mình. Sau đó dùng cách của mình để thể hiện ra điều đó. Và độ phối hợp rất là cao. Tôi rất thích cái cách thích ứng với áp lực này. Cô ấy thường khiến tôi cảm thấy bất ngờ về mặt diễn xuất. Tôi cảm thấy rất là giỏi đó. | - Phỏng vấn hậu trường phim "Em Là Đáp Án Của Anh" -Trả lời pv về phim đáp án cho "Thượng Hải nhiệt tuyến"                                            |
| Diễn viên Đàm Trác               | Em ấy vô cùng dễ thương, rất chân thành. Vai diễn Ngụy Anh Lạc của em ấy lượng lời thoại rất rất nhiều, em ấy thật sự rất là giỏi, giống như một tiểu siêu nhân vậy. | Phỏng vấn phim "Diên Hi Công Lược" |
| Diễn viên Vương Viện Khả         | Cẩn Ngôn là một cô gái rất cảm tính, mỗi lần ai trong chúng tôi đóng máy, em ấy đều khóc bù lu bù loa, em ấy chính là không nỡ rời xa những lúc mọi người vui vẻ làm việc cùng nhau, em ấy càng yêu vai diễn của mình. Cho nên mỗi lần, chúng tôi có dịp nhắc về bộ phim, những lúc trải qua cùng nhau, không khí đoàn phim, cả về vai diễn Ngụy Anh Lạc, em ấy đều cảm động rơi nước mắt. | Talkshow "Phi Thường Tịnh Cự Ly" |
| Diễn viên La Vân Hi              | Cẩn Ngôn vô cùng cởi mở và hướng ngoại. | Phỏng vấn hậu trường show "Huyễn Nhạc Chi Thành" |
| Diễn viên Hoàng Cảnh Du          | Cẩn Ngôn lúc cười lên như búp bê vậy, đặc biệt có cảm giác thân thương và là một người rất vui tính. | Clip phỏng vấn của "Hiểu ngay Bản Tôn Đáp" |
| Diễn viên Mao Tử Tuấn            | Ấn tượng đầu tiên là 1 cô gái rất đẹp. Cẩn Ngôn là người cảm thấy hợp tác ăn ý nhất. Ngoài đời cũng ko phải dạng người xa cách khó gần, ngày nào trên trường quay cũng rất vui vẻ, là 1 cô gái cực kì thân thiện! | Tiết mục "Thích giở thói ngôi sao" (就爱耍大牌) |
| Diễn viên hài Tống Tiểu Bảo      | Tính cách của Cẩn Ngôn rất là tốt, phóng khoáng, cởi mở, thật sự rất là tốt, không có tự xem mình cao hơn người khác chút nào. Bản thân tôi rất là không thích làm việc với những người lúc thì đòi hỏi cái này, lúc thì yêu cầu cái kia, nhưng ngay từ ngày làm việc đầu tiên tôi đã thấy Ngôn không hề có những chuyện này. Ăn đồ cũng giống như tôi vậy thôi chứ không có sự khác biệt, khiến cho tôi cảm thấy rất là thoải má i trong lòng. Ngôn diễn cũng rất hay. Đây là lần đầu tiên cô ấy thử sức ở một mảng mới, thật sự mà nói thì tính thử thách rất là lớn, cho nên cô ấy sẽ gặp rất nhiều khó khăn trong lúc diễn, bởi vì từ một diễn viên thường hay đóng phim truyền hình đi diễn một tiểu phẩm, sự khác biệt ở đây thật sự rất là lớn. Bởi vì cô ấy phải bỏ đi hết những phong cách diễn trước đây để nhập tâm vào nhân vật trong tiểu phẩm, chuyện này thật sự là đối với bất kì diễn viên nào cũng rất là khó. Cho nên tôi phải dành lời tán thưởng cho em ấy. | Phỏng vấn hậu trường vở hài kịch "Ÿêu Gien Của Anh"                                                                                                   |
| Diễn viên Hứa Khải               | Cô ấy rất coi trọng sự nghiệp, Rất chăm chỉ, rất có tâm. | Tr ả lời phỏng vấn giải trí Quất Tử |
| Ca sĩ/Diễn viên Phạm Thừa Thừa   | Tôi cảm thấy là lúc mới đầu thì nghĩ rằng chắc chị Cẩn Ngôn là một người rất là nghiêm túc. Không ngờ rằng thật ra thì chị ấy là một người rất dễ thương, có chút cảm giác giống như em gái vậy. Đối với tôi, chị ấy là một diễn viên rất là giỏi. | - Trả lời cho tiết mục "Cùng nhau xem show nào" Giải trí Youku/一起追综吧) - Chúc mừng sinh nhật Ngô Cẩn Ngôn                                         |
| Diễn viên Hải Linh               | Thật sự là một diễn viên rất là nghiêm túc và nỗ lực. Bạn nhìn cô ấy lúc đang múa đi, tôi thường quên mất bản thân mình đang thế này hoặc là xem đến nỗi thành như thế này. Bởi vì tôi múa rất xấu nên rất ngưỡng mộ những người biết múa. Cô ấy cứ thực hiện hết lần này đến lần khác, bạn phải thán phục cô ấy. Lượng công việc mỗi ngày của cô ấy rất lớn, nhưng ngày nào đến phim trường cũng rất là vui vẻ. Hôm nay thì mua cà phê cho chúng tôi, ngày mai lại đùa giỡn với chúng tôi. Tôi cảm thấy cô ấy nỗ lực như vậy, cô ấy tuyệt đối phải được công nhận chứ. Cô ấy nỗ lực như vậy thì không nên bị chối bỏ. | Trả lời phỏng vấn phim "Hạo Lan Truyện" cho giải trí iQIYI                                                                                            |
| MC Trần Dung                     | Trong lúc ghi hình tiết mục đã có dịp hiểu thêm về em Ngô Cẩn Ngôn, trên đường đi gập ghềnh như thế không hề hé môi than phiền lấy nửa câu, đến khi nghe hỏi đoàn đội có thuốc chống say xe không mới biết em ấy đang bị say xe rồi, nhưng mà ngồi bên cạnh tôi suốt 3 tiếng đồng hồ cứ im lặng như thế. Trên chuyến bay của hãng hàng không Xuân Thu, đều luôn rất nhẫn nại giải thích với những người lớn tuổi của dân tộc Hà Nhì, cần chú ý những tình huống khẩn cấp có thể xảy ra trên máy bay, những điều này đều không có trong kịch bản của chương trình, thật là một cô gái chân thành và lương thiện biết bao. | Chia sẻ trên weibo cá nhân |
| MC Tịnh Tỉ                       | Hôm nay, sau khi nghe câu chuyện của Cẩn Ngôn, tôi càng yêu thích em ấy nhiều hơn. Hi vọng có thể xem thêm càng nhiều tác phẩm hay, tôi ủng hộ em ấy! | Chia sẻ trên weibo cá nhân |
| Photoghapher Lâm Hải Âm          | Video của phòng làm việc quay lúc tôi đang chụp background. Hôm đó tôi đang chuẩn bị kiểm tra ánh sáng, Cẩn Ngôn lúc đó đang ngồi hóa trang đã len lén chạy đến chỗ tôi để chụp lén vài bức tôi đang làm việc. Sau đó lại chỉnh sửa cho đẹp, thêm filter và thêm khung tất cả số ảnh đó rồi gửi lại cho tôi... Cũng là bị cô nương này khiến cho cảm thấy ấm áp rồi! | Chia sẻ trên weibo cá nhân |
| Photoghapher Vương Bác           | Mùa hè năm 2017, lần đầu tiên gặp Ngô Cẩn Ngôn ở trường quay phim Diên Hi công lược, đã xác định em sẽ là Bạch Tiểu Lộc, cả một mùa hè năm 2018, chúng tôi đã cùng nhau trải qua những ngày oi bức, trải qua bão giông, trải qua quá nhiều gian khó, sự nghiêm túc và tập trung vào vai diễn của em đã khiến tôi có thêm được cách nhìn khác. Vô số lần trong phòng quay đã bị cảm động bởi diễn xuất của em. Một diễn viên đầy nỗ lực và ưu tú, tin chắc rằng sau này em sẽ càng thành công hơn nữa! Cố gắng nhé cô nàng Bạch Tiểu Lộc giỏi nhất! | Chia sẻ trên weibo cá nhân |